# 梅迫郵便局
梅迫郵便局（うめさこゆうびんきょく）は、京都府綾部市にある郵便局。民営化前の分類では集配特定郵便局であった。
郵便局名の読みは「うめさこ」だが、地名および近くを走るJR舞鶴線の駅名は「うめざこ」と読む。

## 概要
住所：〒623-0199 京都府綾部市梅迫町上町7-3

## 沿革
- 1876年（明治9年）6月1日 - 梅迫郵便局（五等）として開設[1]。
- 1885年（明治18年）10月1日 - 貯金取扱を開始。
- 1892年（明治25年）5月16日 - 為替取扱を開始。
- 1974年（昭和49年）11月27日 - 電話交換業務を綾部電報電話局に移管[2]。
- 1984年（昭和59年）10月1日 - 和文電報配達業務を綾部電報電話局に移管。
- 2007年（平成19年）10月1日 - 民営化に伴い、併設された郵便事業綾部支店梅迫集配センターに一部業務を移管。
- 2012年（平成24年）10月1日 - 日本郵便株式会社の発足に伴い、郵便事業綾部支店梅迫集配センターを梅迫郵便局に統合。

## 取扱内容
- 郵便、印紙、ゆうパック、内容証明
- 貯金、為替、振替、振込、国債
- 生命保険、バイク自賠責保険
- ゆうちょ銀行ATM
- 地方公共団体事務（綾部市バス回数券の販売）
- 綾部市内の一部地域（〒623-01xx区域）の集配業務

## 周辺
- 綾部市立八田中学校
- 綾部市立東八田小学校
- 国道27号
- 高城山

## アクセス
- JR舞鶴線 梅迫駅から南へ約300m（徒歩約5分）
- あやべ市民バス（黒谷線） 梅迫郵便局前にて下車
- 京都縦貫自動車道（丹波綾部道路） 綾部安国寺ICから北へ約1km
- 京都府道74号舞鶴綾部福知山線沿い
- 駐車場あり：4台